# حي القرابة ( غليزان)
حي القرابة من أشهر الأحياء العتيقة بمدينة غليزان  حيث شيد عام 1860م  على حافة المدينة التي تأسست عام 1857م.

## التأسيس
تأسس حي القرابة أو كما يعرف بالفرنسية Village Nègre عام 1860م أي بعد 3 سنوات من إنشاء المركز الإستطاني غليزان Relizane وضم العديد من الطبقة الكادحة والتي ترجع أصولها من القبائل المحلية للمنطقة حيث عملت في ظروف قاسية وصعبة جدا .

## أحداث تاريخية
في شهر 02 أوت 1958م حاصر الفرنسيون حي القرابة الشعبي وللبحث عن مسؤولي التفجيرات التي وقعت بالمدينة ودام الحصار لغاية 16 أوت 1958م